# Jessica Bowman
Jessica Robyn Bowman (Walnut Creek, 26 novembre 1980) è un'attrice statunitense.

## Biografia
Ha iniziato la sua carriera di attrice nella comunità teatrale locale e presto è apparsa in numerosi spot pubblicitari.
La sua carriera è decollata dopo numerose apparizioni televisive come ospite soprattutto sulla CBS (The Road Home). Nel gennaio 1995, ha fatto provini per il ruolo che l'ha consacrata come attrice e che le ha dato una notevole popolarità. Fu infatti selezionata per sostituire Erika Flores nella serie drammatica della CBS La signora del West (Dr. Quinn Medicine Woman) nel 1995 nel ruolo di Colleen Cooper, la figlia adottiva della protagonista, interpretata da Jane Seymour. Per la sua parte ne La Signora del West, Jessica Bowman ha ricevuto il premio per la "Migliore Performance di giovane attrice di serie drammatiche" agli Young Artist Awards nel 1996 ed è stata anche candidata per il 1997 e per il 1998. Ha inoltre vinto il Michael Landon Award nel 1996 e ha vinto il premio Hollywood Reporter Young Star Award nel 1997. Dopo la fine della serie nel 1998, ha frequentato la Northwestern University studiando recitazione. 
Ha partecipato nel film per la televisione Someone to love me nel quale affrontava il ruolo di una vittima di una violenza e di una tragedia. Nonostante fosse il ruolo più difficile capitatole fino a quel momento, ha ricevuto un forte plauso della critica.
Ha anche partecipato in numerose apparizioni nelle serie NYPD Blue, Baywatch, Crescere, che fatica! e Radio Killer nel 2001. In quell'anno, ha reinterpretato il ruolo di Colleen nel film Tv La signora del West - Ritorno a Boston (Dr. Quinn, Medicine Woman: The Heart Within) (2001).
Risiede nella California meridionale.

## Filmografia parziale
- La signora del West (1995-1998)
- Radio Killer (2001)
- La signora del West - Ritorno a Boston (2001)
- Derailed - Punto d'impatto (2002)
- NYPD - New York Police Department
- Crescere, che fatica!